# Власенко, Иван Михайлович
Иван Михайлович Власенко  (26 января 1918, Мануйлово, Нововодолажский район — 17 ноября 1996, Макеевка, Донецкая область)— советский хозяйственный, государственный и политический деятель, Герой Социалистического Труда.

## Биография
Родился в 1914 (по другим данным — 1918) году в селе Мануйлово Ново-Водолажской волости Валковского уезда Харьковской губернии, ныне Ново-Водолажского района Харьковской области Украины. Украинец.
Работал на шахтах города Макеевка Донецкой (в 1938—1961 годах — Сталинской) области Украинской ССР. С октября 1941 года — в Красной Армии. Участник Великой Отечественной войны. В 1943—1945 годах — стрелок комендантского взвода управления 280-й стрелковой дивизии Центрального и 1-го Украинского фронтов, ефрейтор. Награждён 3 боевыми орденами и боевыми медалями.
Демобилизовавшись из Красной Армии, вернулся в Макеевку, где стал работать машинистом врубовой машины шахты «Капитальная». В годы семилетнего плана (1959—1965) добился выдающихся результатов в наращивании добычи угля, освоении новой горной техники.
Указом Президиума Верховного Совета СССР от 29 июня 1966 года за выдающиеся заслуги в выполнении заданий семилетнего плана по развитию угольной и сланцевой промышленности и достижение высоких технико-экономических показателей в работе Власенко Ивану Михайловичу присвоено звание Героя Социалистического Труда с вручением ордена Ленина и золотой медали «Серп и Молот».
Работал на шахте до самого выхода на пенсию. Жил в городе Макеевка Донецкой области.